# 麗蛺蝶
麗蛺蝶（學名：Parthenos sylvia），是一種分布於南亞與東南亞森林地區的蛺蝶科蝴蝶。

## 外型描述
本種為中大型蛺蝶，前翅狹長，翅正面底色黑褐，佈滿青綠色細紋，並排列一列白色圓斑；後翅底色黑色，基部帶藍色斑塊，亦散布青綠細紋。

## 分布範圍
本種分布於西高止山脈、孟加拉、阿薩姆、柬埔寨、緬甸、寮國、斯里蘭卡及東南亞地區（包括馬來、菲律賓與新幾內亞）。
本種在臺灣為迷蝶，在台東有採集紀錄。

## 生活史
幼蟲：圓柱形，頭部與尾端具短而簡單的棘刺，第3至12節有較長的分枝狀棘刺，為紅棕色，第3與第4節上的棘刺特別長。體色淡綠，體側左右各有一條黃白色縱紋。
蛹：「棕色，舟形。」（引自 Davidson & Aitken）

## 棲地
本種常見於產地有寄主植物的森林周圍草地或空地，環境合適時族群數量眾多，幼蟲以西番蓮科植物為食。